# 伊萬尼夫卡 (沃洛德米爾區)
50°41′52″N 24°22′32″E / 50.69778°N 24.37556°E
伊萬尼夫卡（羅馬化：Ivanivka）是位於烏克蘭西北部的村莊，由沃倫州沃洛德米爾區的伊萬尼奇市鎮負責管轄。該村始建於1946年，面積8.7平方公里，海拔高度200米，2001年人口393，人口密度每平方公里45.17人。